# Hemerotrecha elpasoensis
Hemerotrecha elpasoensis es una especie de arácnido  del orden Solifugae de la familia Eremobatidae.

## Distribución geográfica
Se encuentra en Texas (Estados Unidos).